# Leonardo Pimentel
Leonardo Pimentel Ferreira (* 4. August 2003) ist ein brasilianischer Fußballspieler.

## Karriere
Leonardo Pimentel erlernte das Fußballspielen in den brasilianischen Jugendmannschaften vom Oeste FC und dem SC Brasil. Bei seinem Jugendverein Oeste FC unterschrieb er 2024 seinen ersten Vertrag. Mit dem Verein aus Itápolis spielte er fünfmal in der zweiten Liga der Staatsmeisterschaft von São Paulo. Über die Station Araruama FC wechselte er im August 2024 nach Thailand. Hier unterschrieb er in Chainat einen Vertrag beim Zweitligisten Chainat Hornbill FC. Sein Zweitligadebüt für Chainat gab er am 11. August 2024 (1. Spieltag) im Heimspiel gegen den Erstligaabsteiger Police Tero FC. Bei dem 2:1-Erfolg stand er in der Startelf und spielte die kompletten 90 Minuten. Nach zwölf Ligaspielen wurde sein Vertrag nach der Hinrunde im Dezember 2024 nicht verlängert. Im Januar 2025 nahm ihn der Drittligist Samut Songkhram City FC unter Vertrag. Mit dem Verein aus Samut Songkhram spielt er in der Western Region der Liga.